# 梧桐镇 (永泰县)
梧桐镇是中华人民共和国福建省福州市永泰县下辖的一个镇。

## 行政区划
梧桐镇共辖1个社区、21个行政村：
梧桐社区、盘富村、盘洋村、光荣村、椿萱村、坂埕村、椿阳村、民主村、潼关村、西林村、丘演村、白杜村、三富村、溪北村、圳南村、埔埕村、上埕村、中埕村、明灯村、汤埕村、石尾村和后溪村。